# 1,5-Dibrompentan
1,5-Dibrompentan ist eine chemische Verbindung aus der Gruppe der Halogenalkane. Sie ist aufgebaut aus dem Grundgerüst des n-Pentans mit zwei Bromsubstituenten an den beiden terminalen Positionen.

## Darstellung
1,5-Dibrompentan kann durch die Umsetzung von 1,5-Pentandiol mit Bromwasserstoffsäure synthetisiert werden.
{\displaystyle \mathrm {HO{-}(CH_{2})_{5}{-}OH\ +\ 2\ HBr\longrightarrow } } {\displaystyle \mathrm {Br{-}(CH_{2})_{5}{-}Br\ +\ 2\ H_{2}O} }
Eine weitere Möglichkeit besteht in der Ringöffnung von Tetrahydropyran mit Bromwasserstoffsäure und Schwefelsäure.

## Eigenschaften
1,5-Dibrompentan ist eine bei Raumtemperatur flüssige, farblose Verbindung, die bei einer Temperatur von 222 °C siedet.

## Verwendung
Durch Umsetzung von 1,5-Dibrompentan mit primären Aminen können N-alkylierte Derivate des Piperidins erhalten werden.
Thian kann in guter Ausbeute durch die Reaktion von 1,5-Dibrompentan mit Natriumsulfid erhalten werden.
{\displaystyle \mathrm {Br{-}(CH_{2})_{5}{-}Br+Na_{2}S\longrightarrow } } {\displaystyle \mathrm {C_{5}H_{10}S+2\ NaBr} }
Reaktion von 1,5-Dibrompentan mit Natriumsulfid zu Thian und Natriumbromid.